# Renault Symbioz
Renault Symbioz — компактный кроссовер, разработанный и выпускающийся французской компанией Renault. Разработанный на платформе CMF-B HS, автомобиль был представлен в мае 2024 года. В модельном ряду Symbioz занимает промежуток между Captur и Austral.

## Описание
О производстве Renault Symbioz было объявлено 8 февраля 2024 года. Его название произошло от греческого слова «symbiosis», что означает «жить вместе». Конкурентами являются Nissan Qashqai и Kia Niro.
- Вид сзади
- Интерьер

## Технические характеристики
Renault Symbioz оснащается 1,6-литровым бензиновым двигателем H4M I4 мощностью 107 кВт (145 л. с.) с гибридной силовой установкой E-Tech 145, которая также применяется в Clio, Kaptur и Arkana. Электродвигатель питается от аккумулятора ёмкостью 1,2 кВт·ч.

## Mitsubishi Grandis
Mitsubishi Grandis на базе Renault Symbioz был представлен 18 февраля 2025 года. Продажи намечены на июль 2025 года.